# Löwenzahnwein (Roman)
Löwenzahnwein (im engl. Original Dandelion Wine) ist ein Roman des US-amerikanischen Schriftstellers Ray Bradbury. Der Roman erschien 1957 im Doubleday-Verlag. 1983 veröffentlichte der Diogenes Verlag das Buch in einer deutschen Übersetzung von Alexander Schmitz.
Der Roman erzählt in einer Folge von Kurzgeschichten, von denen einige bereits in Zeitschriften erschienen waren, die Erlebnisse des zwölfjährigen Jungen Douglas Spaulding im Sommer 1928. Douglas lebt mit seiner Familie in der fiktiven Stadt Green Town im amerikanischen Bundesstaat Illinois. Green Town ist auch Ort der Handlung der beiden Romane Das Böse kommt auf leisen Sohlen aus dem Jahr 1962 und Farewell Summer aus dem Jahr 2006 – Farewell Summer gilt auch als Folgeroman für Löwenzahnwein.
Der Roman trägt starke biografische Züge: Bradburys Geburtsort Waukegan, Illinois, ist Vorbild für Green Town. Douglas Spaulding ist eine Zusammenfügung von Bradburys zweitem Vornamen „Douglas“ und dem zweiten Vornamen von Bradburys Vater „Leonard Spaulding“.

## Inhalt
Inhalt in Auszügen anhand einer durchnummerierten Kapitelfolge. Im Original sind die Kapitel nicht nummeriert.
Kapitel 1: Douglas erwacht früh am ersten Morgen des Sommers. Von seinem Fenster aus begrüßt er die Natur und fährt mit seinen Händen wie ein Dirigent oder Zauberer die Aktivitäten in der ebenfalls erwachenden Kleinstadt Green Town nach: Die Lichter gehen an, die Leute beginnen ihr Tagwerk. Voll kindlicher Erwartungen freut sich Douglas auf die bevorstehenden Erlebnisse des Sommers 1928.
Kapitel 2: Der Vater nimmt Douglas und dessen zehnjährigen Bruder Tom mit zum Beerensammeln in den Wald. Douglas fühlt die ganze Zeit, dass etwas Besonderes bevorstehe. Hinter jedem Strauch müsse dieses Besondere stecken. Als er sich mit Tom über den Waldboden wälzt, weiß er was es ist: Er lebt. Das erste Mal in seinem bislang 12-jährigen Leben hat er dieses intensive Lebensgefühl, das er sich, so lange es geht, bewahren möchte. (Diese Kurzgeschichte mit Originaltitel Illumination erschien bereits 1957 in der Zeitschrift Reporter.)
Kapitel 3 (Löwenzahnwein): Zu den Sommerritualen zählt es in Douglas’ Familie, den ersten blühenden Löwenzahn auf den Wiesen zu sammeln und mit dem Großvater zu Löwenzahnwein zu verarbeiten. Douglas und Tom bringen die gelben Blüten. Großvater macht den Wein und lagert ihn im Keller für die düsteren Wintertage ein. Der Löwenzahnwein steht als Symbol für die gesammelten frohen Erlebnisse und Erfahrungen des Sommers, von denen die Menschen auch im Winter noch zehren.
Kapitel 4–5 (Turnschuhe): Ein zweites wichtiges Sommererlebnis ist mit den anderen Jungs durch die Stadt und die Wiesen mit leichten Turnschuhen zu laufen. Doch Douglas hat neben seinen Winterstiefeln nur die ausgetretenen Sneaker des letzten Jahres. Er wünscht sich neue „magische“ Schuhe, um durch die Welt zu stieben. Doch der Vater rät ab. Im Schuhladen kann er allerdings den Besitzer Mr. Sanderson, der als Geschäftsmann jahrzehntelang keine Turnschuhe mehr trug, dazu bringen, die Turnschuhe anzuprobieren. Sanderson erinnert sich an die eigene Jugend, in der er sich noch mit der Leichtigkeit von Gazellen und Antilopen bewegte. Douglas bekommt das ersehnte Paar Schuhe im Tausch für etliche Botengänge für den Ladenbesitzer. (Diese Kurzgeschichte mit Originaltitel Summer in the Air erschien bereits 1956 in der Zeitschrift The Saturday Evening Post.)
Kapitel 6: Douglas will in ein Notizbuch all das eintragen, was er im Sommer erlebt. In den ersten Teil schreibt er die Rituale und Wiederholungen hinein, in den zweiten Teil neue Erlebnisse und Erkenntnisse. Zu den ersten Erfahrungen gehört der Satz „Ich bin am Leben“, wie er Tom vorliest und erklärt: Darüber nachzudenken und es bewusst zu erleben, das sei neu.
Kapitel 7: Mit dem Sommer richtet Douglas’ Familie auch die Veranda her. Dort hängt Großvater die Schaukel auf, dort erzählen sich die Erwachsenen Geschichten, die bei den Kindern die Fantasie anregen. (Diese Kurzgeschichte mit Originaltitel The Season of Sitting erschien bereits 1951 in der Zeitschrift Charm.)
Kapitel 8, 9, 11, 13: Die alten Herren der Stadt erzählen sich Schauergeschichten. Juwelier Leo Auffmann ruft ihnen zu, damit aufzuhören. Douglas und sein Großvater, die gerade vorbeikommen, schlagen dem handwerklich geschickten Auffmann vor, doch eine Glücksmaschine zu entwickeln. Auffmann fährt zunächst auf dem Rad nachhause und zeigt, dass sein eigenes Glück in seiner Familienidylle liegt. Doch das Tüfteln an der Maschine lässt sich nicht gut an, es resultiert im ersten Streit mit seiner Frau Lena seit sechs Monaten, wobei ihr zum ersten Mal in 20 Jahren der Kuchen anbrennt. Auffmann vertieft sich so sehr in den Bau der Maschine, dass er alles um ihn herum vernachlässigt. Seine Frau packt schließlich die Sachen. Bevor sie jedoch geht, will sie die Glücksmaschine ausprobieren, kommt aber traurig und mit Tränen aus der Kiste heraus. Sie erklärt Leo, wieso die Maschine nicht funktionieren kann. Leo testet die Maschine dann selbst, wobei diese Feuer fängt. Geschickt verzögert Lena das Alarmieren der Feuerwehr, sodass sicher ist, dass die Glücksmaschine wirklich herunterbrennt. Lena bleibt, und das Familienglück zieht wieder ein. (Diese Kurzgeschichte mit Originaltitel The Happiness Machine erschien bereits 1957 in der Zeitschrift The Saturday Evening Post.)
Kapitel 14: Zweimal im Jahr klopfen die Spauldings die Teppichvorleger im Garten aus. Sie versammeln sich um die Teppiche und schlagen drauf, wobei sie sich vorstellen, was darauf vergossen, verschüttet, verkrümelt wurde, wer darüber lief. Douglas und Tom sehen im Teppichmuster die ganze Stadt, die Nachbarn und deren Vorlieben.
Kapitel 15–16: Die drei Kinder Alice, Jane und Tom nehmen der 72-jährigen Mrs Bentley nicht ab, dass diese jemals jung gewesen ist. Sie leben ganz in der Gegenwart, im Unterschied zu Mrs Bentley, die alle möglichen Andenken aus ihrer Vergangenheit im Haus gesammelt hat. Schließlich lernt Mrs Bentley das Hier und Jetzt zu schätzen. Sie schenkt den Kindern ihre Sachen aus der eigenen Kindheit und verbrennt alten Plunder. Später diktiert Tom seinem Bruder Douglas in dessen Notizheft: Alte Leute waren nie Kinder. (Diese Kurzgeschichte mit Originaltitel Season of Disbelief erschien bereits 1950 in der Zeitschrift Collier’s.)
Kapitel 17–18 (Zeitmaschine): Charlie Woodmann, John Huff und Douglas Spaulding besuchen den alten Colonel Freeleigh. Der ist eine wahre menschliche Zeitmaschine und kann den Jungen über alle erdenklichen Begebenheiten berichten, die sich zu seiner Lebenszeit ereignet haben. Für Douglas ist das ein Ansporn, aufmerksam durchs Leben zu gehen, um später ebenfalls Kindern von seinen Erlebnissen zu erzählen. (Diese Kurzgeschichte mit Originaltitel The Last, the Very Last erschien bereits 1955 in der Zeitschrift Reporter.)
Kapitel 19: Die Schwestern Fern und Roberta verstecken sich auf dem Dachboden, nachdem sie Mr. Quatermain mit ihrem kuriosen Elektromobil über den Haufen gefahren haben. Sie erinnern sich an den Kauf und beschließen, nie mehr mit dem Gerät zu fahren. Am Ende berichtet Douglas, dass es Mr. Quatermain gut gehe. (Diese Kurzgeschichte mit Originaltitel The Green Machine erschien bereits 1951 in der Zeitschrift Argosy.)
Kapitel 20: Die Zeiten ändern sich: Der elektrische Trambahn wird mit ihrem Schaffner Mr Tridden in Ruhestand geschickt. Auf seine letzte Fahrt nimmt der Douglas, Tom und Charlie mit. (Diese Kurzgeschichte mit Originaltitel The Trolley erschien bereits 1955 in der Zeitschrift Good Housekeeping.)
Kapitel 21–22: Einer der guten Freunde von Douglas, John Huff, berichtet, dass er bald mit seinem Vater in eine andere Stadt ziehen wird. Sie fragen sich, was sie voneinander erinnern werden. Douglas genießt das Zusammensein am letzten Tag mit John und versucht ihn durch ein besonderes Spiel (Ochs am Berg) an der Abfahrt zu hindern.
Kapitel 23–24: Elmira Brown ist ein Pechvogel, dem über das Jahr einiges schiefgeht. Sie vermutet indes in ihrer Nachbarin Clara Goodwater eine Hexe, die das Ungemach über sie bringt. Clara ist zudem ihre Rivalin für den Posten der Vorsitzenden des Frauenclubs. Clara ist schon seit Jahren Vorsitzende, während Elmira bei den Wahlen immer nur eine – ihre eigene – Stimme erhält. Sie vermutet schwarze Magie im Spiel, da ihr vor den Wahlen immer etwas zustößt. Mit einem eigenen Gegenzauber will sie sich bei den neuerlichen Wahlen gegen Claras vermeintliche Magie wappnen. Doch ihr wird dabei übel, dass sie nur stammeln kann. Wiederum gehen alle Stimmen an Clara. Elmira wählt sich wieder selbst. Nun ist ihr so übel, dass sie beim Rennen zur Toilette eine Treppe hinunter fällt. Sie trägt aber keine ernsthaften Verletzungen davon. Clara bietet ihr einen zweiten Wahlgang an.
Kapitel 25–26: Colonel Freeleigh ist im hohen Alter ans Bett gefesselt und erinnert sich vergangener Tage, indem er einen Freund in Mexiko-Stadt anruft. Dieser öffnet sein Fenster, hält der Telefonhörer hinaus und überträgt an Freeleigh die Geräusche der Straße. Dieser erfreut sich der Erinnerungen. Als die Krankenschwester ihm aus gesundheitlicher Fürsorge, wie sie sagt, das Telefon wegnehmen will, ruft er noch ein letztes Mal in Mexiko an. Als Douglas ihn tot findet, nimmt er den Hörer ans Ohr und hört weit entfernt das Schließen des Fensters – eine Metapher für Freeleighs Tod. (Diese Kurzgeschichte mit Originaltitel The Window erschien bereits 1950 in der Zeitschrift Collier’s.)
Kapitel 28–29: Der 31-jährige Zeitungsjournalist Bill Forrester freundet sich mit der 95-jährigen Helen Loomis an. Helen erzählt ihm viel aus ihrem Leben, von den Orten, die sie in der Welt bereist hat. Meist allein, da sie keinen Mann und Begleitung fand. Mit Forrester durchlebt sie ihre Erlebnisse aber ein zweites Mal gemeinsam. Während Helen in Forrester einen smarten Verehrer von früher zu erkennen meint, gesteht dieser ihr, dass er einst ein Bild von Helen aus der Zeitung ausgerissen hatte. Helen hatte sich bei öffentlichen Anlässen allerdings zeitlebens mit einem Bild als 20-Jährige abbilden lassen. Beide fühlen, sich in der Zeit verfehlt zu haben, und hoffen, in einem späteren Leben nochmals aufeinanderzutreffen. (Diese Kurzgeschichte mit Originaltitel The Swan erschien bereits 1954 in der Zeitschrift Cosmopolitan.)
Kapitel 30–31: Lavinia Nebb geht mit zwei Freundinnen ins Kino, und das, obwohl sie kurz zuvor die Leiche einer weiteren Freundin aufgefunden haben. Ein Serienkiller geht anscheinend um. Nach dem Kino begleitet Lavinia die Freundinnen nach Hause und rennt später selbst in Angst in ihre Wohnung. Sie verschließt die Tür – und hört ein Räuspern im Wohnzimmer. Dann muss sie den Eindringling mit ihren Scheren niedergestochen haben, vermuten Tom, Charlie und Douglas am nächsten Tag. Ob es der Serienmörder war, bleibt unklar. Es könnte auch ein harmloser Landstreicher gewesen sein. Jedenfalls fände Charlie es schade, wenn mit dem Mörder nun der größte Nervenkitzel dieser Tage erledigt wäre. Douglas sieht das anders, er hat eine der Leichen gesehen und findet das eher bedrückend. (Diese Kurzgeschichte mit Originaltitel The Whole Town’s Sleeping erschien bereits 1950 in der Zeitschrift McCall’s.)
Kapitel 32: Douglas’ Urgroßmutter sagt auf ihre Art Good-Bye. Über all die Jahre hat die mittlerweile 90-Jährige die Familie und den Haushalt versorgt. Sie war der gute Geist im Haus. Douglas erinnert sich an die vielen Dinge und Erlebnisse mit ihr. Nun liegt sie im Bett und will sterben – aber auf eine erfüllte, friedvolle Art. (Diese Kurzgeschichte mit Originaltitel Good-Bye, Grandma erschien bereits 1957 in der Saturday Evening Post.)
Kapitel 33: Desillusioniert von Tod und Verlust notiert Douglas die Todesfälle und kaputt gegangenen Dinge in sein Notizbuch. Er beginnt darüber nachzudenken, dass auch er eines Tages wohl sterben wird.
Kapitel 34: Douglas und Tom gehen in ein Spielautomatenhaus und lassen sich von einer mechanischen Wachsfigur-Wahrsagerin die Zukunft voraussagen. Die Karte, die sie für Tom ausgibt und die normalerweise mit einer Weissagung beschrieben ist, bleibt jedoch leer. Die Jungen spekulieren nun, was dies bedeuten soll. Douglas glaubt, dass die Wachsfigur lebendig ist und befreit sie mit Tom aus ihrem Glaskäfig. Doch der Besitzer des Geschäfts, Mr Black, holt sich die Puppe zurück und schmeißt sie weg. Douglas und Tom finden sie, bringen sie in die Garage und betrachten sie. Als noch eine weitere unbeschriebene Karte aus der Figur fällt, stellen sie sich vor, dass dort theoretisch jeder Wunsch geschrieben sein könnte, insbesondere ewiges Leben.
Kapitel 36–38: Mr. Jonas ist der Trödler der Stadt, der seinen Krimskrams mit Pferd und Wagen durch die Straßen transportiert. Die Menschen können sich daran frei bedienen, geben ihm aber auch Dinge, an denen sie die Lust verloren haben. Die Kinder glauben, dass sie aus Jonas’ Fundus praktisch alles bekommen können. Als Douglas eines Morgens mit Fieber und Halluzinationen im Bett liegt und der Arzt ratlos bleibt, ersucht Tom den Trödler um Hilfe. Jonas legt Douglas zwei Flaschen mit frischer Luft, lindernden Gerüchen und sonstigen anregenden Stoffen ins Bett. Am anbrechenden Morgen stellt seine Familie fest, dass es ihm besser geht.
Kapitel 39: Großmutter kocht für die Großfamilie und etliche Kostgänger göttliche Mahlzeiten. Doch mit ihrem Besuch bringt Tante Rose alles durcheinander. Sie bringt Ordnung in die Küche, besorgt Großmutter eine neue Brille und ein Kochbuch. Großmutters magische Kochkünste verschwinden. Erst als Großvater die Tante zur Abreise bringt und Douglas heimlich die alte Unordnung in der Küche wieder herstellt, schmeckt es wieder. (Diese Kurzgeschichte erschien bereits 1954 in der Zeitschrift Everywoman’s Magazine.)
Kapitel 40: Der Sommer verabschiedet sich. In den Geschäften sehen die Jungen Stifte und Hefte: Die Schulzeit rückt näher. Im Keller der Spaulding-Familie bewahrt der Löwenzahnwein die Erinnerungen an die Sommererlebnisse.

## Weiteres
Die zuvor bereits als Kurzgeschichten erschienenen Kapitel des Romans arbeitete Ray Bradbury teilweise um.

## Ausgaben
- Ray Bradbury: Löwenzahnwein. Roman („Dandelion Wine“, 1982). Diogenes, Zürich 2002, ISBN 3-257-21045-0.
- Ray Bradbury: Dandelion Wine. A Novel. Avon Books, New York 1999, ISBN 0-380-97726-5.
- Ray Bradbury: Farewell summer. Sequel to „Dandelion Wine“. William Morrow Press, New York 2006, ISBN 0-06-113154-7.